# Why (The Beatles)
Why of Why Can’t You Love Me Again is een lied dat op 22 of 23 juni 1961 in de Friedrich-Ebert-Halle in Hamburg is opgenomen door Tony Sheridan onder begeleiding van The Beatles. Het lied is geschreven door Tony Sheridan in samenwerking met Bill Crompton, een professionele songwriter, die onder andere ook nummers heeft geschreven voor Cliff Richard en Andy Williams.

## Opname
Het nummer is opgenomen met Bert Kaempfert als producer. Het was een van de liedjes uit een opnamesessie die plaatsvond van 22 t/m 24 juni 1961. Volgens de huidige inzichten namen The Beatles twee nummers op zonder Tony Sheridan: Cry for a Shadow en Ain't She Sweet en  vijf nummers met Tony Sheridan, waaronder Why. Verder werd nog een onbekend aantal liedjes opgenomen waarbij Sheridan werd begeleid door anoniem gebleven andere muzikanten. Het is niet onmogelijk dat daarop ook één of twee leden van The Beatles meespeelden.
De bezetting was:
- Tony Sheridan, zang en sologitaar
- John Lennon, achtergrondzang, klappen
- Paul McCartney, achtergrondzang, basgitaar
- George Harrison, achtergrondzang, slaggitaar
- Pete Best, drums

De opnametechnicus was Karl Hinze.

## Uitgebracht
Why was bedoeld om als single te worden uitgebracht, met het instrumentale Beatlesnummer Cry for a Shadow als B-kant. Kaempfert koos echter voor My Bonnie, met op de achterkant The Saints, om als plaat uit te brengen. Het was een veilige keus, want dat waren twee Engelse liedjes die het Duitse publiek goed kende. De plaat verscheen in oktober 1961 in Duitsland en in januari 1962 in het Verenigd Koninkrijk. De Duitse versie stond op naam van Tony Sheridan and The Beat Brothers. De naam Beatles leek in Kaempferts ogen te veel op het Hamburgse woord Pidel (slang voor penis). Op de Britse versie kregen The Beatles hun eigen naam terug. In de volgende jaren heette iedere begeleidingsgroep op de Duitse platen van Tony Sheridan The Beat Brothers, ongeacht de samenstelling.
Pas in februari 1964, toen The Beatles beroemd waren geworden, bracht Polydor Cry for a Shadow in combinatie met Why in het Verenigd Koninkrijk uit als single. Cry for a Shadow was nu de A-kant. Uiteraard werden The Beatles nu wel als makers genoemd. In de Verenigde Staten bracht MGM Records dezelfde single op de markt, maar dan met Why als A-kant en Cry for a Shadow als B-kant. In het Verenigd Koninkrijk deed de single niets, in de VS bereikte ze de 88e plaats in de Billboard Hot 100.
In april van dat jaar bracht Polydor een lp uit met de titel The Beatles' First met Cry for a Shadow en Ain't She Sweet en nog tien nummers van Tony Sheridan waarop misschien The Beatles meespeelden, waaronder Why. Volgens de nieuwste inzichten spelen The Beatles op vier nummers van die lp niet mee. Daarna is Why nog vele malen verschenen op verzamelalbums met een selectie uit het beschikbare materiaal van Tony Sheridan met The Beat Brothers.